# Combat de Pornichet
Quatrième Coalition
Batailles
- Cap-Vert (navale)
- San Domingo (navale)
- Río de la Plata
- Pornichet (navale)

- Raguse
- Castel-Nuovo

Campagne de Prusse (1806)
- Schleiz
- Saalfeld
- Auerstaedt
- Iéna
- Halle
- Magdebourg
- Stettin
- Lübeck
- Glogau
- Golymin
- Pułtusk
- Stralsund

Campagne de Pologne (1807)
- Eylau
- Ostrołęka
- Colberg
- Dantzig
- Guttstadt
- Heilsberg
- Friedland

Le combat de Pornichet est une bataille navale de la guerre de la Quatrième Coalition qui a lieu le 19 juillet 1808.

## Le combat
Trois péniches anglaises, montées ensemble d'environ quatre-vingts hommes, poursuivaient si vivement une chaloupe ou chasse-marée Français, que l'équipage, se voyant dans l'impossibilité d'échapper, échoua son bâtiment à une petite distance de Pornichet, et gagna la terre.
Cinq minutes après, les embarcations ennemies entourèrent cette chaloupe, et une quinzaine d'Anglais s'élancèrent sur son bord : quelques-uns abaissaient déjà ses voiles, quatre autres ramaient sur son avant, tandis qu'une péniche la remorquait, lorsque les préposés des douanes françaises firent feu sur l'ennemi.
Les péniches leur ripostèrent; les douaniers firent une seconde décharge, qui tua un des Anglais à bord de la chaloupe ; alors, tous les autres furent tellement épouvantés, qu'en abandonnant ce bâtiment ils se jetèrent à corps perdu dans leur péniche.
Les trois embarcations ennemies, s'étant un peu éloignées, se rassemblèrent et commencèrent un feu presque continuel d'obusiers, de pierriers et d'autres armes : les boulets, les biscaïens et la mitraille pleuvaient autour des douaniers, les couvraient de sable, passaient au-dessus de leurs têtes, ou sifflaient à leurs oreilles.
Malgré un feu aussi terrible, qui dura près de deux heures, ils restèrent fermes à leur poste. Cette défense irrita singulièrement les ennemis, et leur fit mettre la plus grande opiniâtreté dans ce combat, où ils étaient dix contre un. 
Enfin, ils prirent la fuite sans avoir pu enlever la chaloupe.